# Lacconectus sabahensis
Lacconectus sabahensis är en skalbaggsart som beskrevs av Michel Brancucci 1986. Lacconectus sabahensis ingår i släktet Lacconectus och familjen dykare. Inga underarter finns listade i Catalogue of Life.